# Teoria delle biforcazioni

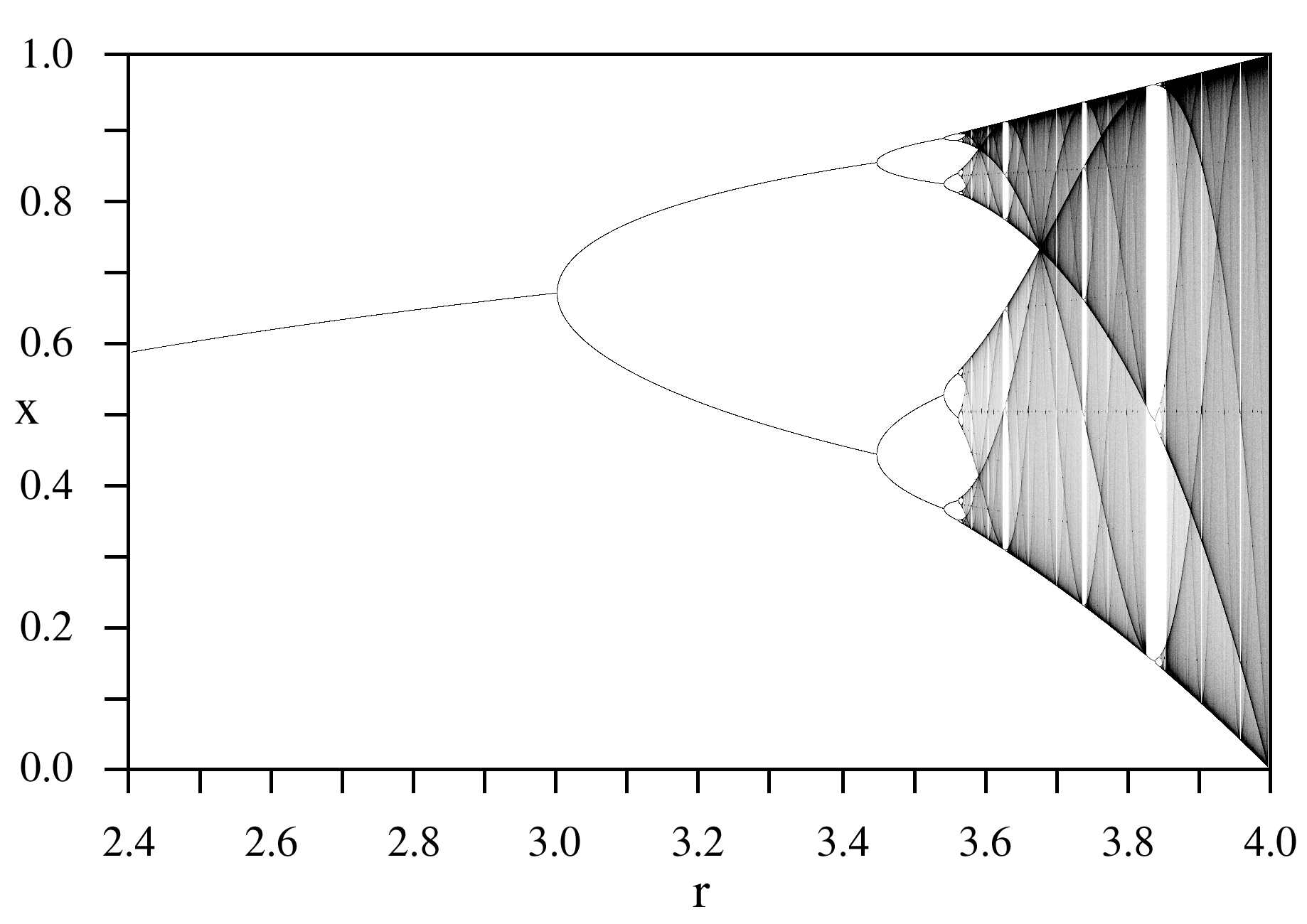
Biforcazioni in una mappa logistica.

La teoria delle biforcazioni è una teoria matematica che si occupa dello studio dei cambiamenti qualitativi o della struttura topologica di integrali di un campo vettoriale o, equivalentemente, dalla soluzione di un'equazione differenziale.

## Descrizione

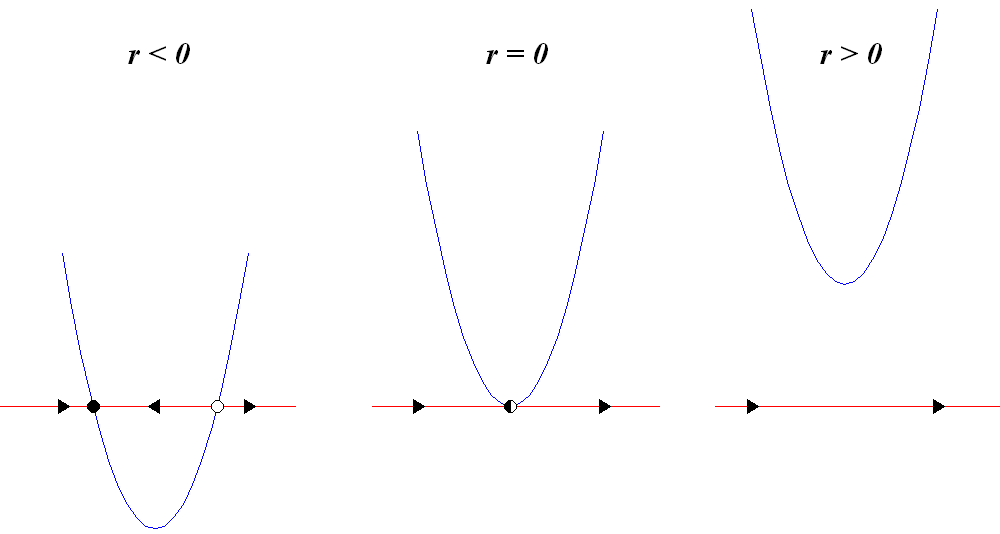
Biforcazione a nodo sella

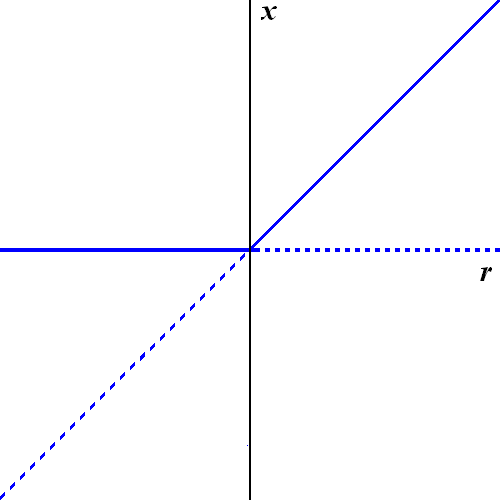
Biforcazione transcritica

Usate soprattutto nello studio dei sistemi dinamici, nonché nei sistemi complessi, si dice che si ha una biforcazione quando una piccola variazione dei valori dei parametri (i parametri di biforcazione) causa un cambiamento 'qualitativo' o topologico del sistema, ovvero un cambiamento del numero di punti di equilibrio o della loro natura. Tali cambiamenti possono anche portare ad una catastrofe. I valori per cui si hanno modifiche qualitative al sistema sono detti ' valori critici '. Le biforcazioni si hanno sia nei sistemi continui, sia in quelli discreti. Normalmente, inoltre, si divide lo studio delle biforcazioni in due classi principali:
- Biforcazioni locali, le quali possono essere studiate interamente attraverso cambiamento dei punti di equilibrio o della loro stabilità: ritorna quindi utile il metodo della linearizzazione;
- Biforcazioni globali, più complicate e che, in generale, non possono essere analizzate solamente attraverso lo studio dei punti fissi.

### Individuazione di una biforcazione locale
L'obiettivo è quello di capire come al variare di un parametro si modifichino i punti di equilibrio e la loro stabilità. Tipicamente si procede linearizzando il sistema e studiando come si modificano gli autovalori della matrice Jacobiana al variare del parametro suddetto, di particolare interesse è il cambio del segno della parte reale degli autovalori stessi. Indice che le caratteristiche degli equilibri del sistema sono cambiate e che quindi si è verificata una biforcazione, a tal punto è necessario studiare il campo vettoriale (tipicamente a mezzo dello sviluppo in serie di Taylor) per trovare un'analogia con le biforcazioni locali note (nodo sella, a forcone, ...).

## Biforcazioni locali
- Biforcazione a nodo sella
- Biforcazione transcritica
- Biforcazione a forcone
- Biforcazione di Hopf